# Ministrowie spraw zagranicznych w brytyjskim gabinecie cieni

## Ministrowie spraw zagranicznych w brytyjskich gabinetach cieni
- 1945–1951: Anthony Eden
- 1951–1955: Herbert Morrison
- 1955–1956: Alfred Robens
- 1956–1959: Aneurin Bevan
- 1959–1961: Denis Healey
- 1961–1963: Harold Wilson
- 1963–1964: Patrick Gordon Walker
- 1964–1965: Rab Butler
- 1965–1965: Reginald Maudling
- 1965–1966: Christopher Soames
- 1966–1970: Alec Douglas-Home
- 1970–1972: Denis Healey
- 1972–1974: James Callaghan
- 1974–1974: Alec Douglas-Home
- 1974–1975: Geoffrey Rippon
- 1975–1976: Reginald Maudling
- 1976–1978: John Davies
- 1978–1979: Francis Pym
- 1979–1980: Peter Shore
- 1980–1987: Denis Healey
- 1987–1992: Gerald Kaufman(inne języki)
- 1992–1994: Jack Cunningham
- 1994–1997: Robert Finlayson Cook
- 1997–1997: John Major
- 1997–1999: Michael Howard
- 1999–2000: John Maples(inne języki)
- 2000–2001: Francis Maude
- 2001–2005: Michael Ancram
- 2005–2005: Liam Fox
- 2005–2010: William Hague[1]
- 2010–2010 David Miliband
- 2010–2011: Yvette Cooper
- 2011–2015: Douglas Alexander
- 2015–2016: Hilary Benn
- 2016–2020: Emily Thornberry(inne języki)
- 2020–2021: Lisa Nandy
- 2021–2024: David Lammy
- 2024–2024: Andrew Mitchell
- 2024–nadal: Priti Patel[2]

## Ministrowie spraw zagranicznych w gabinecie cieni Liberalnych Demokratów
- 1997–1997: David Heath(inne języki)
- 1997–2006: Menzies Campbell
- 2006–2007: Michael Moore
- 2007–2015: Edward Davey
- 2015–2017:Tom Brake(inne języki)
- 2017–2019: Jo Swinson
- 2019–2020: Chuka Umunna(inne języki)
- 2020–2024: Layla Moran(inne języki)
- 2024–nadal: Calum Miller(inne języki)[3]

## Ministrowie spraw zagranicznych w gabinecie cieni Szkockiej Partii Narodowej
- 2015–2017: Alex Salmond
- 2017–2022: Alyn Smith
- 2022–2024: Drew Hendry(inne języki)